# Круковецкий, Ян
Граф Ян Стефан Крукове́цкий (Иван Петрович Круковецкий, пол. Jan Stefan Krukowiecki; 15 декабря 1770, Львов — 17 апреля 1850, гмина Рогув) — один из варшавских генерал-губернаторов и президентов Национального правительства во время Польского восстания 1830—1831 годов.

## До восстания
Его отец, Пётр Круковецкий, получил титул графа от императрицы Марии Терезии. Ян окончил венский Терезианиум. С 1786 года служил в австрийских войсках, участвовал в кампаниях против турецких войск на Балканах. Был известен многочисленными поединками. В сентябре 1794 подал в отставку, когда Австрия поддержала подавление Восстания Костюшко.
В 1806 году вступил во французскую армию (с 1807 в армии Герцогства Варшавского), участвовал в кампаниях Наполеона, в том числе в 1812 году воевал в России. Был тяжело ранен в ходе боёв под Смоленском. В 1813 году за храбрость получил орден Почётного легиона и звание бригадного генерала и принял командование кавалерийской бригадой. Участвовал в Битве народов. 1 марта 1814 Круковецкий получил в командование польский почётный караул в Версале.
В 1814 году, после поражения Наполеона, российский император Александр I поручил Круковецкому поехать в Великобританию (тот хорошо знал английский язык) с целью обеспечить возвращение польских военнопленных. С 1815 года служил в Армии Царства Польского. В 1829 году был повышен в звании до генерал-лейтенанта. Командовал бригадами 2-й и 1-й пехотных дивизий, а с 1829 года — 1-й пехотной дивизией.

## Восстание
После начала восстания 1830 года остался командующим 1-й пехотной дивизией. Сыграл решающую роль в победе под Бялоленкой 23-25 февраля 1831 года. Принял участие в сражении при Грохове 26 февраля 1831 года, отказался выполнить приказ генерала Йозефа Хлопицкого о контратаке.
В марте назначен генералом пехоты. С 3 марта по 4 июня занимал пост генерал-губернатора Варшавы. Много сделал для укрепления столицы и строго наблюдал за порядком, но не пользовался доверием восставших. Вытеснен главнокомандующим Яном Скржинецким.
3 августа 1831 года при приближении русской армии в Варшаве начались волнения. Сейм распустил старое правительство и выбрал Яна Круковицкого главой нового (президентом) с чрезвычайными правами. Придерживался умеренных взглядов. Запретил Патриотический клуб. После кровавого боя у Воли (6 сентября) повёл переговоры об условиях капитуляции с посланным на усмирение восстания Иваном Паскевичем. Был обвинён сеймом в недостаточной подготовке столицы к обороне и в тайных контактах с врагом и смещён. После взятия Варшавы остался в ней.

## После восстания
После подавления восстания был сослан сначала в Ярославль, где находился с ноября 1831 до мая 1832, затем в Вологду, где пребывал до 1834 года. Писал дневниковые письма к жене, в которых рассказал в том числе о судьбе генералов, которые с ним отбывали ссылку в Ярославле и Вологде: это были Михаил Радзивилл, Исидор Красинский, Игнатий Прондзинский, Валентий Завадский, Эдвард Жултовский, Францишек Ксаверий Неселовский, Ксаверий Моравский, Йожеф Чижевский, Казимирж Дзиконский, Ян Томицкий. Затем был переведён в Казань.
По окончании ссылки вернулся в Царство Польское и поселился в деревне Попин, принадлежащей его жене. Там и умер 17 апреля 1850 года. Похоронен в семейной гробнице в Ежуве.

## Награды
- Орден Virtuti Militari 3-й степени (Варшавское герцогство, 1808)
- Командор Ордена Почётного легиона (Французская империя, 28 октября 1813)
- Офицер Ордена Почётного легиона (Французская империя, 28 октября 1813)
- Кавалер Ордена Почётного легиона (Французская империя, 22 августа 1812)
- Королевский орден Обеих Сицилий (Неаполитанское королевство, 1814)
- Орден Святого Владимира 3-й степени (Российская империя)
- Орден Святой Анны 1-й степени с императорской короной (Российская империя)
- Знак отличия «За XXV лет беспорочной службы» (Российская империя, 1830)
- Орден Святого Станислава 2-й степени (Царство Польское, 1820)

## Семья
В 1820 году женился на Елене Вольской. Родились сыновья: Константин, Александр, Владислав Адам и дочь Елена. Александр был активным участником восстания 1863 года.